# Khamis Kadhafi
Pour les articles homonymes, voir Kadhafi (homonymie).
Khamis Kadhafi (arabe : خميس القذافي), né le 27 mai 1983 à Tripoli, est le 7e et dernier fils de Mouammar Kadhafi, leader libyen au pouvoir de 1969 jusqu'à sa mort en 2011 et de la seconde femme du dirigeant, Safia Farkash. Officier de carrière, il dirige l'une des brigades fidèles à son père, connue sous le nom de  « Brigade Khamis ». Il est présumé mort en 2011.

## Éducation et carrière
À l'âge de trois ans, il est blessé par  les bombardements américains contre la Libye du 15 avril 1986, et il souffre de traumatismes crâniens lorsque le camp militaire Bab al-Azizia est attaqué en représailles à l'attentat de 1986 de la discothèque de Berlin.
Diplômé de l'Académie de l'armée à Tripoli, d'un baccalauréat en arts et sciences militaires, il fait également des études à l'Académie militaire Frounzé à Moscou et à l'Académie de l'état-major général des Forces armées de la fédération de Russie.
À partir d'avril 2010, il étudie pour passer une maîtrise à l'École de l'IE Business (anciennement connue sous le nom d'Instituto de Empresa), à Madrid. Il a toutefois été expulsé par l'institution en mars 2011 « en raison de ses liens avec les attaques contre le peuple libyen », selon le Financial Time.
Il aurait ensuite dû effectuer un stage dans une entreprise américaine. « Au lieu de cela, il a pris le commandement d'une brigade d'élite libyenne qui a tenté d'y écraser la rébellion », indique le même journal britannique.

## Insurrection libyenne de 2011
Khamis Kadhafi dirige la 32e brigade, cette dernière étant considérée comme la plus performante des trois « unités de protection du régime », constituée de 10 000 hommes au total, dit-on de source américaine.
Cette dernière aurait mené plusieurs assauts contre les insurgés de la Guerre civile libyenne de 2011, notamment dans les villes de Zaouïa le 4 mars et de Misrata le 6 mars qui aurait fait une centaine de morts.

## Décès
Le 20 mars 2011, le média Al Manara annonce le décès de Khamis Kadhafi, à la suite d'une blessure reçue lors d'un crash d'avion. Le décès n'est toutefois pas confirmé, et le gouvernement libyen le dément. Le 29 mars, une vidéo le mettant en scène, est diffusée par les médias libyens pour montrer qu'il est encore en vie. Le 9 juin 2011, des militaires capturés à Misrata indiquent que Khamis dirigeait des troupes dans le secteur de Zliten.
Le 5 août 2011, des factions rebelles prenant part à la guerre civile annoncent sa mort à la suite d'un raid mené par l’OTAN sur la ville de Zliten, où il dirigeait des opérations militaires. Le jour de cette annonce, l'information n'est pas confirmée par l'OTAN. Le porte parole du gouvernement de Tripoli a démenti l'information.
Le 29 août 2011, des responsables de la rébellion annoncent sa mort dans les environs de Tarhounah, à 80 km au sud-est de Tripoli ; il aurait été enterré sur place. Le lendemain, une télévision liée aux kadhafistes dément l'information; sa mort est ensuite confirmée le 17 octobre par la chaîne syrienne Arraï, proche de Kadhafi. 